# شهرستان بنتون (ایندیانا)
شهرستان بنتون، ایندیانا (به انگلیسی: Benton County, Indiana) شهرستانی در ایالات متحده آمریکا است که در ایندیانا واقع شده‌است.